# Kyline Alcantara
Kyline Nicole Aquino Alcantara Manga (Ocampo, Camarines Sur, 3 de septiembre de 2002) es una actriz, cantante y presentadora filipina.
Comenzó a actuar a los siete años e hizo su debut televisivo en Star Circle Quest: Search for the Next Kiddie Superstars, en la que fue la primera concursante en ser eliminada. Su primer papel importante fue el de Arlene en el drama familiar Annaliza. Tuvo su gran avance con un papel de villano en el drama sobrenatural Kambal, Karibal de GMA Network, ganando un PMPC Star Awards for Television y obteniendo una nominación al Asian Academy Creative Awards.

## Primeros años
Alcantara es hija de Salvador Manga y Rowena Alcantara.
Asistió al Colegio San Francisco de Asís para su educación primaria y luego asistió a la Academia de Excelencia Cristiana Montessori durante dos años de escuela secundaria, antes de cambiarse a la Escuela Primaria Exodus.
Atraída por las Fuerzas Armadas de Filipinas, Alcantara pensó en alistarse en el ejército, aunque no lo concretó.

## Vida personal
Alcantara comenzó una relación sentimental con el actor Mavy Legaspi en el 2021.

## Filmografía

### Cine
| Año  | Título                   | Director        | Papel           | Nota  |
| ---- | ------------------------ | --------------- | --------------- | ----- |
| 2012 | Unos                     | John Valdes Tan | Cindy           |       |
| 2015 | Hamog                    | Ralston Jover   | Súper Chica     |       |
| 2015 | Etiquette for Mistresses | Chito S. Roño   | Hija de Charley | [ 5 ] |
| 2019 | Black Lipstick           | Julius Alfonso  | Ikay            | [ 6 ] |

### Televisión
| Año       | Título                          | Papel | Nota           |
| --------- | ------------------------------- | --- | -------------- |
| 2011      | Mutya                           | Matona de escuela | 1 episodio     |
| 2011-2012 | Wansapanataym                   | Ver listaPonci Melody (joven) | 2 episodios    |
| 2012      | Lumayo ka man sa akin           | Janine del Castillo (joven) | 15 episodios   |
| 2012      | Ina, Kapatid, Anak              | Margaux Marasigan (joven) | Serie          |
| 2012-2017 | Maalaala mo kaya                | Ver listaPrincesa Punzalan (joven) Tammy Sarah Almira Marlyn (joven) Cherry Jennilyn Celine (joven) Marilou Cindy Rosalyn (joven) Nene (joven) | 14 episodios   |
| 2013      | Annaliza                        | Arlene Benedicto | Serie          |
| 2014-2017 | Ipaglaban mo                    | Ver listaGayle Vargas Rona Jenny | 4 episodios    |
| 2015-2016 | Pangako Sa 'Yo                  | Jessa Boborol | Serie          |
| 2016      | Born for You                    | Chloe Sebastian | Serie          |
| 2017      | Wildflower                      | Emilia Ardiente (joven) | Serie          |
| 2017-2018 | Kambal, Karibal                 | Francheska De Villa | 178 episodios  |
| 2018      | Inday Will Always Love You      | Leslie Anne | 5 episodios    |
| 2018      | My Carinderia Girl              | Diane | Película de TV |
| 2018      | Wagas                           | Gladys Reyes | 1 episodio     |
| 2018      | Dear Uge                        | Ver listaAna Mae | 1 episodio     |
| 2018-2019 | Maynila                         | Ver listaPampam Madel Geeree | 3 episodios    |
| 2018-2021 | Magpakailanman                  | Ver listaKrizzia Roxanne Ella misma | 3 episodios    |
| 2018-2023 | Daig kayo ng lola ko            | Ver listaIda Athena Emma Ibong Adarna | 15 episodios   |
| 2019      | Inagaw na Bituin                | Ver listaAnna Sevilla Elsa Dela Cruz | 67 episodios   |
| 2019      | Tadhana                         | Aileen | 1 episodio     |
| 2019-2022 | Daddy's Gurl                    | Ver listaDaisy Elsa | 2 episodios    |
| 2020-2021 | Bilangin ang Bituin sa Langit   | Maggie Dela Cruz | 80 episodios   |
| 2021      | I Can See You                   | Lara Dacer | 5 episodios    |
| 2021-2022 | I Left My Heart in Sorsogon     | Tiffany Wenceslao | 65 episodios   |
| 2022      | Happy ToGetHer                  | Maggie | 1 episodio     |
| 2023      | Zero Kilometers Away            | Gwen | 6 episodios    |
| 2023      | Luv Is: Love at First Read      | Angelica Calan De Makapili | 35 episodios   |
| 2024      | Jose and Maria's Bonggang Villa | Diday | 1 episodio     |
| 2024      | Miss Legends                    | Luna | 4 episodios    |
| 2024-2025 | Shining Inheritance             | Joanna Dela Costa | 90 episodios   |

### Podcast
| Año  | Título        | Plataforma | Nota              |
| ---- | ------------- | ---------- | ----------------- |
| 2022 | MavLine on Me | Spotify    | Con Mavy Legaspi; |

## Banda sonora
| Año       | Título                      | Interpretación              | Nota        |
| --------- | --------------------------- | --------------------------- | ----------- |
| 2018      | Lip Sync Battle Philippines | «Hayaan mo sila», «Finesse» | Serie de TV |
| 2018      | Magpakailanman              | «Sundo»                     | Serie de TV |
| 2018      | The Clash                   | «Perfect»                   | Serie de TV |
| 2018-2019 | Asawa ko, karibal ko        | «Bukas na lang»             | Serie de TV |
| 2019      | Inagaw na bituin            | «Ako'y isang bituin»        | Serie de TV |

## Premios y nominaciones
| Año  | Premio                        | Categoría               | Nominada por    | Resultado |
| ---- | ----------------------------- | ----------------------- | --------------- | --------- |
| 2018 | Asian Academy Creative Awards | Mejor actriz secundaria | Kambal, Karibal | Nominada  |